# Знаменка (Чувашия)
Зна́менка (чув. Знаменка) — посёлок Алатырского района Чувашской Республики. Относится к Алтышевскому сельскому поселению.

## Географическое положение
Посёлок расположен в 5 км к востоку от районного центра, Алатыря. Ближайшая железнодорожная станция Алатырь там же. Посёлок находится на левом берегу реки Бездна. До центра поселения 13,5 км по автодорогам на север.

## История
Деревня Знаменские Выселки впервые упоминается в 1863 году. Первыми жителями были переселенцы из села Знаменское Ардатовского уезда, русские и мордва (эрзяне), этим и обусловлено название. Занятия населения в этот период — сельское хозяйство, заготовка и вывоз древесины. Согласно подворной переписи 1911 года, в посёлке Знаменский Выселок проживало 14 семей. Все хозяйства арендовали землю, в основном пашню (большей частью надельную). Имелось 17 взрослых лошадей и 3 жеребёнка, 17 коров и 6 телят (а также 5 единиц прочего КРС), 58 овец и коз и 3 свиньи. Почва преобладала чернозёмная, супесчаная и песчаная, сеяли озимую рожь и яровой овёс, также сажали картофель, сеяли просо и лён. Из сельскохозяйственных орудий имелось 3 плуга. 8 человек были чернорабочими, 4 — извозчиками, трое занимались лесными работами. Пожар в 1914 году уничтожил половину домов поселения.
В 1927 году получил нынешнее название и статус посёлка. В 1931 году основан колхоз «Красное знамя». В 1952 году он вошёл в состав колхоза «Красная звезда».

### Административная принадлежность
До 1927 года посёлок относился к Алатырской волости Алатырского уезда, позже — Алатырского района. Посёлок относился к Засурско-Безднинскому сельсовету (в 1935—1939 годах назывался Засурским), ныне включённому в Алтышевское сельское поселение.

## Население
| 2010 | 2012 |
| ---- | ---- |
| 33   | ↗40  |

Число дворов и жителей:
- 1863 год — 10 дворов, 36 мужчин, 39 женщин.
- 1897 год — 10 дворов, 36 мужчин, 39 женщин.
- 1911 год — 14 хозяйств, 51 мужчина, 51 женщина, всего 12 грамотных и учащихся[3].
- 1926 год — 20 дворов, 59 мужчин, 52 женщины.
- 1939 год — 29 хозяйств[4], 57 мужчин, 67 женщин.
- 1979 год — 48 мужчин, 54 женщины.
- 2002 год — 27 дворов, 50 человек: 20 мужчин, 30 женщин, русские (64 %) и мордва (34 %)[6].
- 2010 год — 22 частных домохозяйства, 33 человека: 12 мужчин, 21 женщина[2].